# Niederschlesischer Oberlausitzkreis
De Niederschlesischer Oberlausitzkreis (letterlijk Neder-Silezisch Opper-Lausitz-district; Oppersorbisch: Delnjosleško-hornjołužiski wokrjes) is een voormalig Landkreis in de Duitse deelstaat Saksen. Het had een oppervlakte van 1340,36 km² en een inwoneraantal van 93.239 (31 december 2007). Het gebied omvat het enige deel van het historische Silezië dat na de oorlog Duits is gebleven.

## Geschiedenis
Bij de herindeling van Saksen in 2008 is het samen met het voormalige Landkreis Löbau-Zittau en de voormalige kreisfreie Stadt Görlitz opgegaan in het nieuwe Landkreis Görlitz.

## Steden en gemeenten
De volgende steden en gemeenten lagen in de Niederschlesischer Oberlausitzkreis:
| Steden                                                                              | Gemeenten |
| ----------------------------------------------------------------------------------- | --- |
| 1. Bad Muskau 2. Niesky 3. Reichenbach/O.L. 4. Rothenburg/Oberlausitz 5. Weißwasser | 1. Boxberg/Oberlausitz 2. Gablenz 3. Groß Düben 4. Hähnichen 5. Hohendubrau 6. Horka 7. Klitten 8. Kodersdorf 9. Königshain 10. Krauschwitz 11. Kreba-Neudorf 12. Markersdorf 13. Mücka 14. Neißeaue 15. Quitzdorf am See 16. Rietschen 17. Schleife 18. Schöpstal 19. Sohland am Rotstein 20. Trebendorf 21. Vierkirchen 22. Waldhufen 23. Weißkeißel |

In het district lagen 7 zogenaamde Verwaltungsgemeinschaften en 2 Verwaltungsverbände. Deze kun je vergelijken met Nederlandse kaderwetgebieden, zij het dat in de Duitse 'variant' deze gebieden andere taken hebben dan de Nederlandse kaderwetgebieden.

De Verwaltungsgemeinschaften zijn:
- Bad Muskau (Bad Muskau, Gablenz)
- Boxberg/Oberlausitz (Boxberg/O.L., Klitten)
- Reichenbach (Königshain, Reichenbach/Oberlausitz, Sohland am Rotstein, Vierkirchen)
- Rietschen (Kreba-Neudorf, Rietschen)
- Rothenburg/Oberlausitz (Hähnichen, Rothenburg/O.L.)
- Schleife (Groß Düben, Schleife, Trebendorf)
- Weißwasser (Weißkeißel, Weißwasser/O.L.)

De Verwaltungsverbände zijn (vet getypt is de hoofdplaats hiervan):
- Diehsa (Hohendubrau, Mücka, Quitzdorf am See, Waldhufen)
- Weißer Schöps/Neiße (Horka, Kodersdorf, Neißeaue, Schöpstal)